# Mr. & Mrs. Smith (2005)
Mr. & Mrs. Smith (bra: Sr. e Sra. Smith; prt: Mr. and Mrs. Smith) é um filme norte-americano de 2005, dirigido por Doug Liman e com roteiro de Simon Kinberg. O filme é estrelado por Brad Pitt e Angelina Jolie como um entediado casal de classe média alta, surpreso ao saber que são assassinos pertencentes a agências concorrentes e que foram designados para matar um ao outro. Além de ser um sucesso de bilheteria, Mr. & Mrs. Smith também estabeleceu o relacionamento pessoal de Pitt e Jolie.
O filme foi lançado nos Estados Unidos em 10 de junho de 2005. Recebeu críticas mistas da crítica, mas desde então arrecadou US$ 487,3 milhões em todo o mundo.

## Sinopse
John e Jane Smith são casados e vivem atualmente uma vida entediada, sem perceberem que ambos trabalham secretamente como assassinos de aluguel. A situação entre eles muda de rumo quando cada um recebe um novo trabalho de sua respectiva agência, que faz com que eles se encontrem para realizar a mesma missão. Agora, suas respectivas atribuições exigem que eles se matem.

## Elenco
- Brad Pitt como John Smith[9]
- Angelina Jolie como Jane Smith[9]
- Vince Vaughn como Eddie[9]
- Adam Brody como Benjamin Danz[9]
- Kerry Washington como Jasmine[9]
- Keith David como Pai[9]
- Chris Weitz como Martin Coleman[9]
- Rachael Huntley como Suzy Coleman[10]
- Michelle Monaghan como Gwen[11]
- Stephanie March como Julie
- Jennifer Morrison como Jade
- William Fichtner como Dr. Wexler, o conselheiro matrimonial (não-creditado)
- Angela Bassett como Chefe do Sr. Smith, Atlanta (voz, não-creditada)

## Produção
O roteirista Simon Kinberg surgiu com a ideia para o filme depois de ouvir alguns de seus amigos que estavam em terapia para o seu casamento. Kinberg percebeu que a maneira como eles estavam descrevendo soou "agressivo e mercenário", e ele "pensou que faria um modelo interessante para um relacionamento dentro de um filme de ação." Kinberg disse que escrever o personagem do Sr. Smith (Brad Pitt) veio de um apelo emocional:
"Eu estava namorando com uma mulher na época, que me disse que eu era muito bom no relacionamento e presente quando estávamos em conflito, mas depois, quando as coisas estavam estáveis, eu ficava meio ausente. E eu estava pensando sobre isso. Eu era muito jovem, tinha vinte e poucos anos e estava tipo, você sabe, isso é verdade para mim, e dramaticamente interessante, então como eu poderia transformar isso em uma história? E então isso evoluiu para uma história sobre duas pessoas que estavam ausentes em seu casamento estável, e que são reacendidas por meio do conflito, para o Sr. e a Sra. Smith, Brad e Angie, o que os faz se apaixonar novamente."
Em julho de 2000, foi anunciado que a Summit Entertainment havia comprado o roteiro específico do roteirista Simon Kinberg, com a Weed Road Pictures programada para produzir o filme. Kinberg escreveu e vendeu o roteiro enquanto trabalhava como estudante de graduação no programa de cinema da Universidade de Columbia.

### Escolha do elenco
Brad Pitt e Nicole Kidman foram originalmente escalados como protagonistas quando Doug Liman recebeu o roteiro. Os produtores conseguiram garantir Brad Pitt para um dos protagonistas, mas a escolha original de Nicole Kidman foi abandonada devido a conflitos de agenda com Mulheres Perfeitas, deixando o filme sem co-protagonista. Isso até fez com que Brad Pitt abandonasse o filme. Liman então considerou Will Smith e Catherine Zeta-Jones como protagonistas. Liman também considerou a dupla de Johnny Depp e Cate Blanchett para o filme. Gwen Stefani também fez o teste para Jane Smith. A escalação dos dois protagonistas foi definida assim que Liman conseguiu contratar Angelina Jolie. Assim que Jolie assinou, Pitt voltou a se comprometer com o filme.

## Música
Três álbuns de trilha sonora foram liberados a partir do filme: a trilha sonora composta por John Powell, uma trilha sonora nos EUA com canções usadas no filme e uma trilha sonora internacional com a música de Pink Martini sendo substituída pela de KansasCali. Os álbuns foram lançados em momentos diferentes, para evitar confusão, o primeiro foi lançado em 28 de junho, e o último no dia 7 de junho de 2005.

### Lista de faixas
| N.º | Título                     | Duração |  |
| 1.  | "Bogota"                   | 1:36    |  |
| 2.  | "The Bedroom"              | 1:09    |  |
| 3.  | "Playing House"            | 1:34    |  |
| 4.  | "Assignments"              | 1:11    |  |
| 5.  | "His and Her Hits"         | 2:44    |  |
| 6.  | "Office Work"              | 2:08    |  |
| 7.  | "Desert Foxes"             | 2:36    |  |
| 8.  | "John and Jane's Identity" | 2:00    |  |
| 9.  | "Dinner"                   | 4:13    |  |
| 10. | "Hood Jump"                | 1:44    |  |
| 11. | "Mutual Thoughts"          | 1:01    |  |
| 12. | "John Drops In"            | 2:29    |  |
| 13. | "Tango de Los Asesinos"    | 4:26    |  |
| 14. | "Two Phone Calls"          | 1:51    |  |
| 15. | "Kiss and Make Up"         | 1:52    |  |
| 16. | "Minivan Chase"            | 2:12    |  |
| 17. | "Shopping Spree"           | 4:19    |  |
| 18. | "Dodging Bullets"          | 1:20    |  |
| 19. | "The Next Adventure"       | 3:28    |  |

### Lista de faixas da trilha sonora
| N.º | Título                                     | Duração |  |
| 1.  | "Love Stinks"                              | 3:36    |  |
| 2.  | "Nothin' but a Good Time"                  | 3:44    |  |
| 3.  | "Tainted Love"                             | 2:41    |  |
| 4.  | "Baby, Baby"                               | 3:14    |  |
| 5.  | "Express Yourself"                         | 4:31    |  |
| 6.  | "Mondo Bongo"                              | 6:13    |  |
| 7.  | "Lay Lady Lay"                             | 4:39    |  |
| 8.  | "I Melt with You"                          | 4:02    |  |
| 9.  | "Nobody Does It Better"                    | 4:56    |  |
| 10. | "If I Never See You Again"                 | 4:10    |  |
| 11. | "Tango De Los Asesinos (Assassin's Tango)" | 4:01    |  |
| 12. | "Used to Love Her (But I Had To Kill Her)" | 2:36    |  |
| 13. | "You Are My Sunshine"                      | 2:22    |  |
| 14. | "You've Lost That Lovin' Feelin"           | 3:42    |  |
| 15. | "Making Love Out of Nothing at All"        | 5:41    |  |
| 16. | "You Give Love a Bad Name"                 | 3:17    |  |
| 17. | "Love Will Keep Us Together"               | 3:24    |  |

## Lançamento

### Bilheteria
Mr. & Mrs. Smith estreou em 10 de junho de 2005 nos Estados Unidos e Canadá em 3.424 cinemas. O filme ficou em primeiro lugar no fim de semana de estreia, acumulando US$ 50.342.878, arrecadando US$ 186.336.279 na América do Norte e teve um total mundial de US$ 478.207.520. Foi o filme de maior bilheteria para os astros Brad Pitt e Angelina Jolie, sendo superado apenas na década seguinte por Guerra Mundial Z para Pitt e Malévola para Jolie.

### Recepção
Mr. & Mrs. Smith recebeu críticas mistas dos críticos. O site de agregação de avaliações Rotten Tomatoes deu um índice de aprovação de 60% com base em 212 avaliações, com uma pontuação média de 6,10/10. O consenso dos críticos do site diz:
"Embora este romance de ação sofra de uma escrita fraca e muitas explosões, a química gerada pelo casal na tela, Pitt e Jolie, é palpável o suficiente para tornar este filme de ação de verão totalmente agradável."
No Metacritic, que atribui uma classificação normalizada aos comentários dos principais críticos, o filme recebeu uma classificação média de 55 em 100, com base em 41 críticos, que indicaram "críticas mistas ou médias". A avaliação dos usuários foi mais favorável, com 641 avaliações totais indicando 82% positivas, 14% mistas e 4% negativas; perfazendo uma avaliação de 8.7. O público pesquisado pelo CinemaScore deu ao filme uma nota média de "B+" em uma escala de A+ a F.
Simon Braund, do Empire, deu uma crítica positiva ao filme, descrevendo-o como "um filme de ação completo, uma comédia romântica subversiva e um veículo de estrelas de grau de armamento que está encharcado de brilho de Tinseltown, de um diretor que sabe como colocar o dinheiro no tela enquanto sua língua está firmemente em sua bochecha". Daniel Saney, do Digital Spy, deu ao filme quatro estrelas de cinco, dizendo: "Suas ideias são frequentemente emprestadas e dificilmente é profundo e significativo, mas é um filme fantasticamente divertido". Em uma crítica negativa, Mick LaSalle do San Francisco Chronicle descreveu o filme como "horrível" e afirmou que "A pequena pitada de inteligência exibida aqui está inteiramente contida na premissa. A continuação é inexistente". Roger Ebert do Chicago Sun-Times deu ao filme 3 estrelas de 4, ele elogiou a química entre os atores principais, dizendo "O que faz o filme funcionar é que Pitt e Jolie se divertem juntos na tela e são capazes de encontrar um ritmo que lhes permite serem discretos e divertidos mesmo durante os acontecimentos mais alarmantes".
Mr. & Mrs. Smith tem continuamente chamado a atenção pelas lutas de artes marciais e os combates com armas de fogo variadas, sendo elogiado pela coreografia e trilha sonora. O site Apex Krav Maga, na sua seção Fight Scene of the Week! ("Cena de luta da semana!", em tradução livre), elogiou a luta do casal que acaba destruindo a sua mansão, dizendo "Não há muito a dizer sobre esta aqui. É um clássico. É divertida, tem uma ótima coreografia e a escolha da música não poderia ser melhor. Procure uma quantidade razoável de cotoveladas, joelhadas, cabeçadas e armas improvisadas". A entusiasta de armas e autora, Kat Ainsworth, fez uma lista das suas armas favoritas do filme no The Mag Life Blog, o blog do site Gun Mag Wharehouse, com auxílio do vasto acervo fotográfico do Internet Movie Firearms Database.

## Controvérsias

### Acusação de plágio
Em 2006, o autor neozelandês Gavin Bishop acusou os produtores do filme de plagiar seu livro escolar de 1997, The Secret Lives of Mr and Mrs Smith, estrelado por marido e mulher vivendo vidas suburbanas aparentemente monótonas, mas sem o conhecimento do outro, ambos trabalham como espiões. Bishop disse que pretendia processar se um escritório de advocacia disposto a compartilhar os lucros, caso fosse bem-sucedido, o abordasse.

### Representação imprecisa de Bogotá

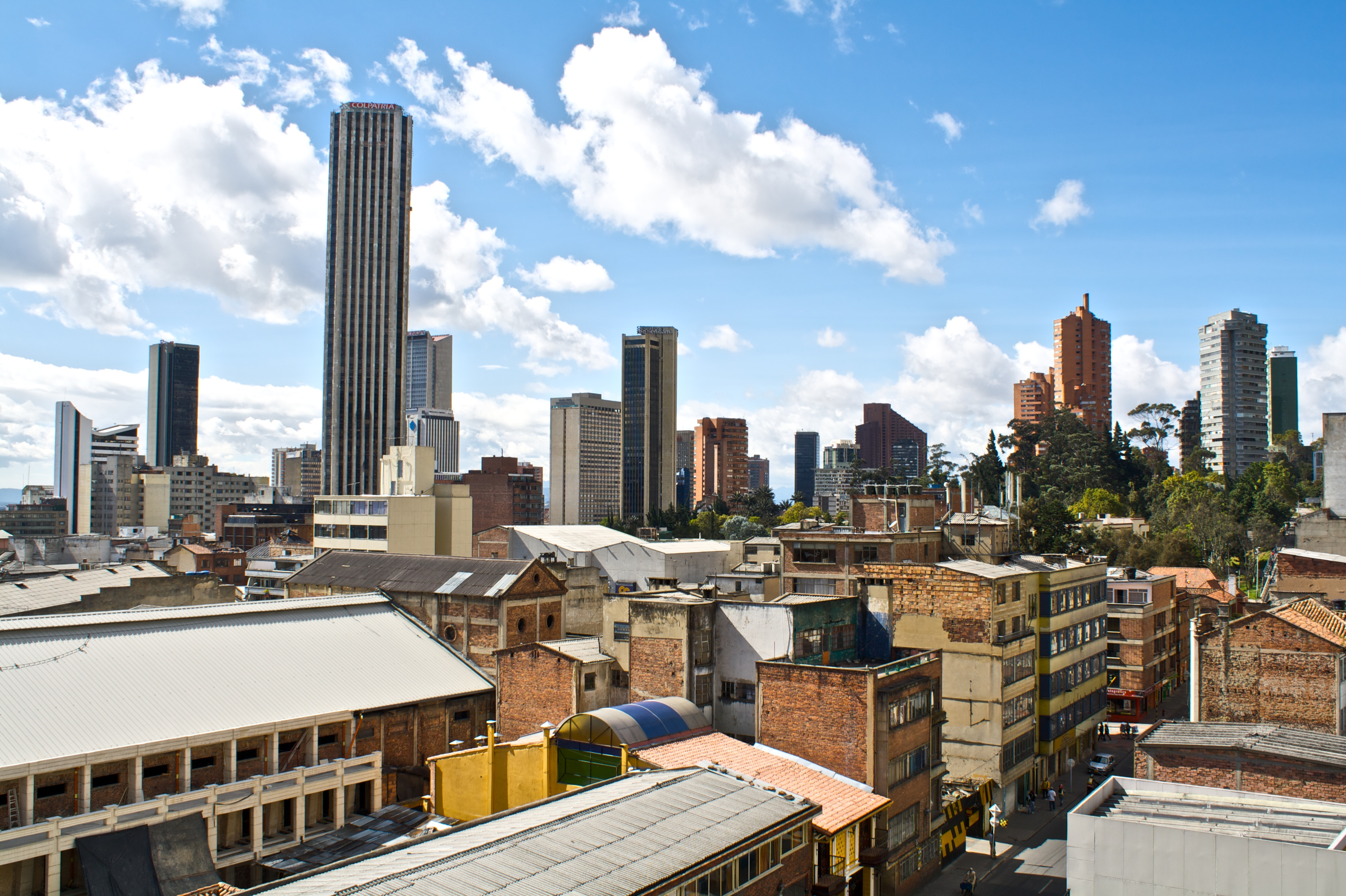
Horizonte do centro de Bogotá cortado por arranha-céus em 2009.

O governo da Colômbia criticou o filme principalmente por mostrar a capital Bogotá como uma pequena aldeia no meio da selva com clima quente e úmido. O presidente Álvaro Uribe Vélez e o prefeito Luís Eduardo Garzón convidaram Angelina Jolie, Brad Pitt e os produtores para conhecer a cidade e perceber os erros que cometeram, pois Bogotá é, na verdade, uma grande metrópole de tempo frio. O Secretaria-Geral da Prefeitura de Bogotá, Enrique Borda, enviou uma carta aos produtores Doug Liman e Arnold Micham denunciando a "ignorância" com respeito à capital colombiana.
A carta denunciou a ideia de que Bogotá é uma cidade atrasada, sem infraestrutura hoteleira e tomada pela violência. O Sr. Borda ainda lembrou que a capital colombiana foi premiada em 2004 pela União das Cidades Capitais Ibero-Americanas (ICCI) como Cidade da Paz e que a UNESCO a designou como Capital Mundial do Livro em 2007. Em 2012, isso levou o governo da Colômbia a anunciar uma lei chamada "Ley 1556 de 2012" em que o Estado retorna uma parte dos custos incorridos; e assim mostra a realidade de diferentes lugares do país. A nota termina com o brado "A Colômbia é o novo destino do cinema mundial!"

## Mídia doméstica
Um DVD de disco único do filme foi lançado em 29 de novembro de 2005, e uma versão sem classificação de dois discos do filme foi lançada em DVD em 6 de junho de 2006. Durante o comentário de áudio do diretor Doug Liman, que está no lançamento do DVD em disco único, ele diz que o filme foi editado para conteúdo sexual e violento para obter uma classificação PG-13. Mr. & Mrs. Smith foi lançado em Blu-ray em 4 de dezembro de 2007, o qual inclui material extra do lançamento do DVD de disco único de 2005, mas não inclui material adicional da versão sem classificação de dois discos de 2006.

## Adaptações
Em 2007, foi feito um piloto de uma série de televisão spin-off para a rede ABC. Ambientado seis meses após o final do filme, foi escrito por Simon Kinberg e dirigido por Doug Liman. Kinberg descreveu a série de televisão proposta como Married... with Children with guns ("Casados... com Filhos com armas"); fazendo alusão à série de comédia Married... with Children. Os papéis de John e Jane seriam interpretados por Martin Henderson e Jordana Brewster. No site The Futon Critic, Brian Ford Sullivan criticou a química entre Henderson e Brewster e encerrou sua crítica afirmando: "Embora sempre haja algumas joias que ficam trancadas nos cofres das redes a cada ano, esta decididamente não é uma delas" . A ABC decidiu não comissionar a série.
O filme é parodiado em Treehouse of Horror XVIII, um episódio de 2007 no especial do Dia das Bruxas da série animada de televisão Os Simpsons.
Em junho de 2010, Jolie disse que ela e Pitt perguntaram sobre uma sequência do filme, mas ficaram insatisfeitos com a história. Jolie comentou: "Pedimos a alguém para investigar Mr. & Mrs. para ver se conseguiam uma sequência, mas não havia nada original. Era apenas: 'Bem, eles vão se casar, ou terão filhos, ou se separarão'. Nunca algo ótimo." Anteriormente, em fevereiro de 2010, foi noticiado que a Regency Enterprises estava desenvolvendo uma prequela para o filme, que seria intitulada Mr. and Mrs. Jones e não apresentariam nem Brad Pitt e nem Angelina Jolie. A história iria seguir um par de espiões que posam como um casal quando graduam-se no treinamento duma agência. Akiva Goldsman estava ligado à produção.
Em julho de 2011, foi anunciado que o estúdio de Hong Kong, New Asia Entertainment Group, produziria um remake intitulado Assassin Couple ("Casal Assassino", em tradução livre). Donnie Yen e Cecilia Cheung estrelariam os papéis principais e o estúdio afirmou que embora o filme tivesse algumas semelhanças com Mr. & Mrs. Smith, apresentaria um novo enredo. O orçamento do filme foi fixado em $18.7 milhões e filmagem prevista para começar em março de 2012.
Em fevereiro de 2021, a Amazon Studios anunciou que uma reinicialização da série de televisão baseada no filme original, estrelada por Donald Glover, Maya Erskine e Phoebe Waller-Bridge, estava programada para ser lançada no Amazon Prime Video em 2022. No entanto, devido a diferenças criativas com Glover, Waller-Bridge saiu do projeto no início de setembro de 2021 e seu papel foi definido para ser reformulado. Em abril de 2022, foi noticiado que Maya Erskine assumiu o papel de Waller-Bridge. Em 7 de dezembro de 2023, o primeiro trailer foi publicado com previsão de lançamento dos oito episódios em 2 de fevereiro de 2024. O enredo é o oposto do filme original, com os personagens principais tendo entrado em um casamento arranjado sabendo que enfrentariam uma vida de espionagem. O trailer apresenta o ator brasileiro Wagner Moura, ao lado da atriz americana Parker Posey, o que causou frenesi nas redes sociais e atingiu os Trending Topics do Twitter.